# Márki István
Márki István (Sarkad, 1842. augusztus 6. – Budapest, 1885. október 4.) királyi törvényszéki bíró, sakkozó, népmesegyűjtő, az első jelentős magyar sakktankönyv szerzője. Márki Sándor bátyja.

## Életútja
Márki János tiszttartó és Zay Julianna fiaként, Sarkadon született. Gimnáziumi és jogi tanulmányait Pesten végezte és itt ismerkedett meg Szén Józseffel, Erkel Ferenccel, különösen pedig a Vasárnapi Ujság sakkrovatának megalapítójával, Cseresnyés Istvánnal, akihez a legőszintébb barátság kötötte. 1867. május 3-án Bihar megye megválasztotta a nagyszalontai járás esküdtjévé. A királyi törvényszékek szervezése után 1871. december 18-án a gyulai királyi törvényszék bírája lett. Itt barátaiból egy kis sakk-kört alakított, a Békésben külön sakkrovatot is nyitott. Időközben a Vasárnapi Ujságban is jelentek meg sakk-feladványai. Gyulán rendezte sajtó alá Szénnek, a híres sakkozónak feladványait és jelesebb játszmáit és itt kezdte írni sakk-ábécéjét, anélkül, hogy irodalmunk akkori viszonyai közt ezekre kiadót kaphatott volna. 1881 februárjában kisegítő bírónak rendelték be a budapesti királyi táblához, ahová 1882. március 19-én pótbirónak nevezték ki, s már rendes birónak is fölterjesztették, amikor 1885 októberében, negyvenhárom évesen Budapesten meghalt.
Első költeménye 1856-ban jelent meg; kevés versét nyomatta ki. Lefordította Corneille néhány darabját; Gyulai Pál pedig a Kisfaludy Társaságban nagy elismeréssel nyilatkozott népmese-gyűjteményéről, melyből az Angyalbárányok című az iskolai olvasókönyveknek egyik legkedveltebb darabja volt.
Cikke a Békésmegyei Hiradóban (1879. 37–39. sz. Költészet művelődéstörténeti befolyása és hivatása).

## Művei
- A sakkjáték tankönyve. Elméleti és gyakorlati kalauz a sakkjáték megtanulására kezdők és haladottabbak számára. Mintajátszmákkal, számos feladványnyal és 129 ábrával. Gyula, 1872. (Ezen szakirodalomban első magyar munka. 2. kiadás. Sajtó alá rendezte testvéröccse Márki Sándor, egyetemi tanár, előszóval, a szerző életrajzával, ellátva. Budapest, 1897)